# 伊利亚·谢尔巴科夫
伊利亚·谢尔盖耶维奇·谢尔巴科夫（俄语：Илья Сергеевич Щербаков，1912年—1996年），苏联外交官。

## 经历

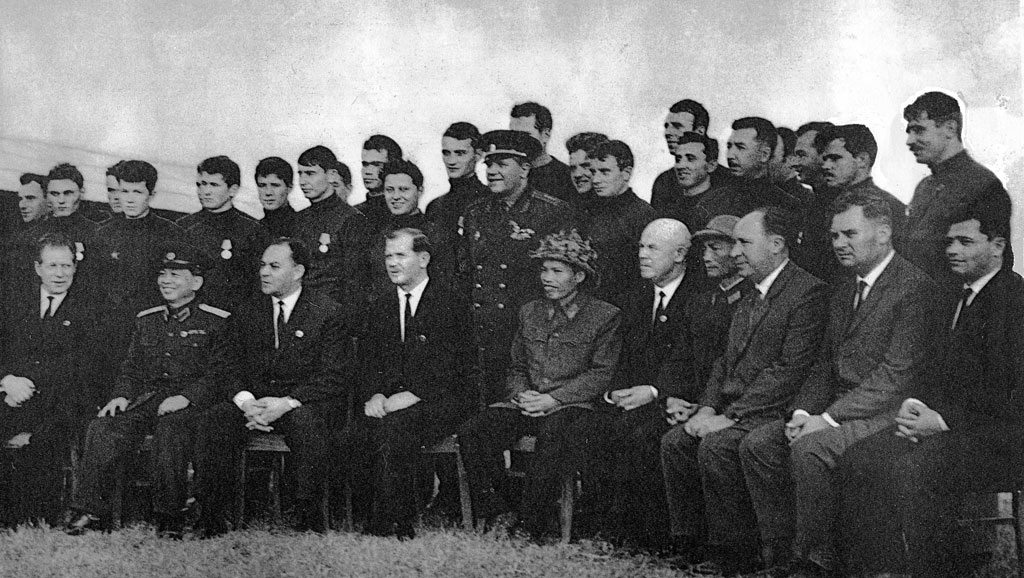
1966年1月，河内越南战争参与者军事奖励仪式，谢尔巴科夫在第一排左起第4位

1963年至1964年在苏联驻中华人民共和国大使馆担任参赞。1964年2月至8月作为副团长与团长帕维尔·泽里亚诺夫参与中苏边界谈判。1964年9月至1974年11月担任苏联驻越南特命全权大使。1966年至1986年担任苏联共产党中央审计委员会委员。1978年至1986年苏联驻华大使特命全权大使。
1978年10月18日在北京会见了时任国务院副总理李先念。